# Évêque de Londres

Armoiries des évêques de Londres.

L'évêque de Londres est un prélat de l'Église d'Angleterre. Il est l'ordinaire du diocèse de Londres, dans la province de Cantorbéry. Il siège à la cathédrale Saint-Paul, fondée vers 604 et reconstruite en 1675 après le grand incendie de 1666. Depuis 2018, l'évêque de Londres est Sarah Mullally, la première femme à occuper ce poste.
Il est le troisième ecclésiastique d'Angleterre en importance, derrière les archevêques de Cantorbéry et d'York. Avec les deux archevêchés et les évêchés de Durham et Winchester, Londres est l'un des « cinq grands sièges » dont les titulaires sont automatiquement membres de la Chambre des lords. Du fait de sa situation, l'évêque de Londres a souvent eu une influence notable sur la famille royale et la classe politique anglaise, puis britannique. Depuis 1748, il est traditionnellement nommé doyen de la Chapelle royale.